# Chiesa di San Rocco (Riva di Solto)
La chiesa di San Rocco è un luogo di culto cattolico di Riva di Solto in provincia e diocesi di Bergamo. Fa parte del vicariato di Solto-Sovere. La chiesa conserva la pala Pietà con i santi Rocco e Sebastiano del bergamasco Enea Salmeggia.

## Storia
La chiesa fu edificata dopo il 1530 e dedicata a san Rocco protettore degli appestati, era infatti stata devastata dalla peste la località negli anni precedenti il 1530, ed era destinato come luogo di sepoltura dei morti di peste. La sua edificazione fu possibile grazie ai lasciti testamentari documentati già dal 1526. La relazione della visita pastorale del 1575 di san Carlo Borromeo, presenta una chiesa chiusa da una semplice cancellata lignea sormontata da una lunetta.
L'interno è stato rinnovato nel Settecento con decori della volta con dipinti di angeli che compongono una finta architettura dando l'illusione della volta celeste. Anche l'esterno ha subito modifiche successive alla sua edificazione.

## Descrizione

### Esterno
L'edificio di culto si affaccia direttamente sul percorso urbano ed è privo di sagrato.
 
La facciata a capanna dell'edificio di culto, è caratterizzata nella sua parte inferiore da tre aperture ad arco di cui quella centrale è l'ingresso principale. Le tre aperture sono separate da colonnine complete di basamento e capitello in pietra. Il contorno in pietra arenaria completa le ampie aperture che sono protette da inferiate. L'architrave riporta la datazione del 1630. Tre lunette ceche completano la parte. La parte superiore ospita un'ulteriore apertura a forma rettangolare sgusciata atta a illuminare l'aula. La facciata termina con la gronda sagomata.

### Interno
L'interno è a unica navata divisa da lesene in due campate, lesene che portano al cornicione da cui s'imposta la volta a botte. L'aula presenta stucchi e decorazioni risalenti al Settecento, poi riviste nell'Ottocento.
Il presbiterio, rialzato da due gradini, si presenta di misura inferiore rispetto all'aula con coro absidato e conserva come pala d'altare il dipinto di Enea Salmeggia firmato dall'artista con la datazione del 1589, considerato quindi uno dei suoi primi lavori raffigurante Pietà con santi Rocco e Sebastiano. L'altare maggiore, unico della chiesa, presenta assonanze con i lavori marmorei ottocenteschi di Gian Antonio Selva e della sua bottega.